# مايك قاسم
مايكل سي كاسيم (من مواليد 24 أغسطس 1973) هو مقدم برامج تلفزيونية أمريكي وممثل ودي جي راديو على برنامج جولد 905 اف ام مباشر على إذاعة راديو ميديا كورب مع مايك وفيرنيتا والمضيفة المشاركة فيرنيتا لوبيز.

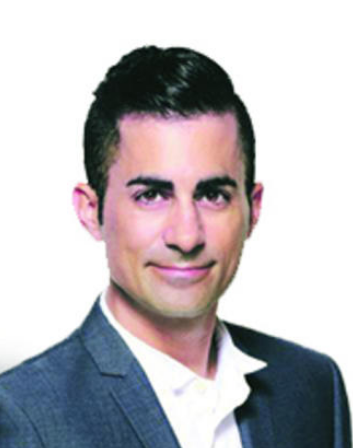

## الحياة المبكرة والعائلة
وُلِد في مقاطعة لوس أنجلوس، كاليفورنيا، كاسيم هو ابن منسق الأغاني الأمريكي وشخصية الراديو كيسي كاسيم وزوجته الأولى ليندا مايرز. لدى قاسم شقيقتان، جولي وشخصية الإذاعة والتلفزيون كيري قاسم.

## حياة مهنية
راديو دي جي
بدأ مايك كاسيم مسيرته الإذاعية في سنغافورة في عام 2011 عندما انضم إلى برنامج الصف 95 اف ام التابع لإذاعة راديو ميديا كورب كمضيف مشترك مع جان دانكر. انتقل بعد ذلك إلى محطة جولد 905 اف ام التابعة لشبكة راديو ميديا كورب ليشارك في استضافة برنامج تجربة مايك وجو الصباحي مع جو أوغستين. في عام 2016، تعاون كاسيم مع فيرنيتا لوبيز لاستضافة برنامج البث الصباحي المباشر مع مايك وفيرنيتا على محطة جولد 905 اف ام.
ممثل
ان أول ظهور لكاسم كممثل في المسلسل الدرامي ثلاثة تسعة على قناة قناة ميدياكورب 5 في ديسمبر 1998، حيث ظهر ضيفًا بدور الرقيب باتريك فرنانديز.
ظهر لأول مرة كممثل في عام 2014 في الفيلم الروائي الصور اللاحقة، حيث لعب شخصية هاريسون. كما قام قاسم أيضًا بدور البطولة في فيلم الدراما التاريخي 1965 الذي تم إنتاجه عام 2015.
مقدم برامج تلفزيونية
بعد انتقاله إلى سنغافورة، بدأ كاسيم مسيرته المهنية كمقدم فيديو لقناة إم تي في على قناة إم تي في آسيا من عام 1994 إلى عام 1999، حيث استضاف برامج قائمة أغاني إم تي في آسيا و أغاني إم تي في و إم تي في الأمة البديلة و برنامج إم تي في الأكثر طلبًا. لقد استضاف وقدم ومثل في العديد من البرامج التلفزيونية على قناة قناة ميديا كورب 5 وهو حاليًا موظف بدوام كامل في ميديا كورب في سنغافورة. استضاف كاسم مع جان دانكر، المضيف المشارك السابق لبرنامج إذاعي، عرض العد التنازلي لرأس السنة الجديدة 2016 في سنغافورة.

## الحياة الشخصية
تزوج كاسيم من مقدمة البرامج التلفزيونية السنغافورية ولاعبة الجولف المحترفة السابقة والمعلقة على ليف جولف سو آن هينج في عام 2019 بعد ثلاث سنوات من المواعدة. رزق الزوجان بمولود في 25 يونيو 2020. في يونيو 2023، أعلن هينج على إنستغرام أن الزوجين انفصلا.

## فيلموغرافيا
| سنة  | عنوان      | دور                    | ملحوظة | مرجع   |
| ---- | ---------- | ---------------------- | ------ | ------ |
| 1998 | تريبل تسعة | الرقيب باتريك فرنانديز |        | [ 12 ] |
| 2015 | سابو       | يستضيف                 |        | [ 18 ] |
| 2015 | 1965       | راج                    |        |        |

## روابط خارجية
- [http://www.imdb.com/name/nm1784555/ Mike Kasem

] في قاعدة بيانات الأفلام على الإنترنت
- Toggle:Live with Mike & Vernetta